# 利哈伊鎮區 (堪薩斯州馬里昂縣)
利哈伊鎮區（英語：Lehigh Township）為美國堪薩斯州馬里昂縣轄下的鎮區。2010年美国人口普查中此鎮區人口有329人。

## 地理
利哈伊鎮區涵蓋總面積為93.4平方（36.08平方英里），其中陸地面積為93.3平方（36.01平方英里），水域面積為0.18平方（0.07平方英里）或0.19%。海拔高度1,562（5,125英尺）。

## 人口統計
根據2010年美國人口普查，利哈伊鎮區人口有329人，其中男性有162人，女性有167人，人口密度為每平方公里3.52人，住房計149戶。鎮區內的白人有321人，非裔美國人有0人，美洲原住民有0人，亞裔美國人有1人，太平洋島裔美國人有0人，其他種族有5人，混血種族則有2人。此外鎮區內有9人為西班牙裔或拉丁裔美國人。此鎮區之年齡中位數為39.5歲，而男性年齡中位數為39.5歲，女性年齡中位數為39.5歲。

## 交通

### 主要公路
- 56號美國國道
- 15號堪薩斯州州道